# Palmo (anatomia)
Il palmo o palma è in anatomia la parte anteriore o volare della mano, nella quale sono ben visibili le pliche cutanee e, in alcuni casi, le vene. Il palmo, insieme al dorso della mano, ha la principale funzione di sorreggere le dita. La parte anatomica corrispondente del piede è detta pianta del piede o superficie plantare del piede.

## Galleria d'immagini

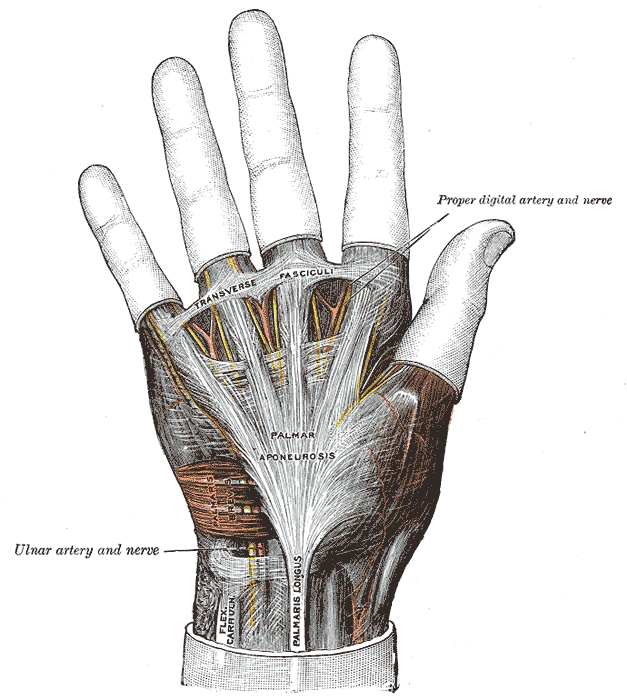
Complessi anatomici palmari di una mano
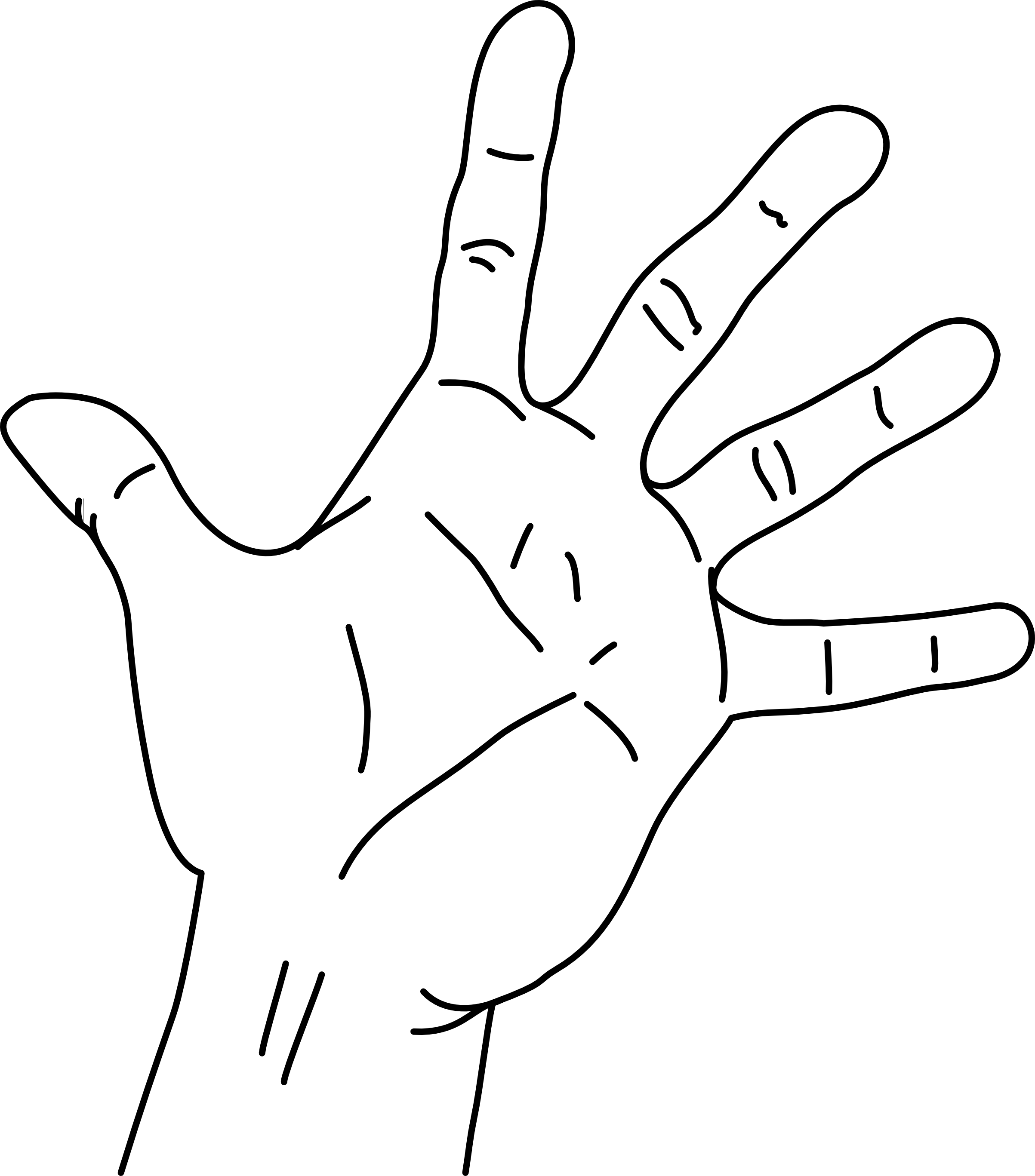
Pliche cutanee sul palmo della mano
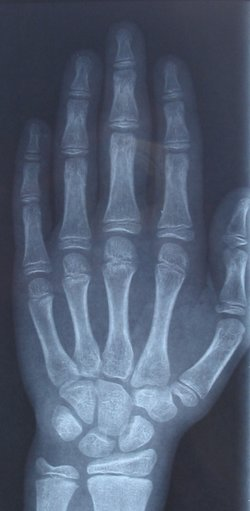
Le ossa della mano visibili attraverso una radiografia
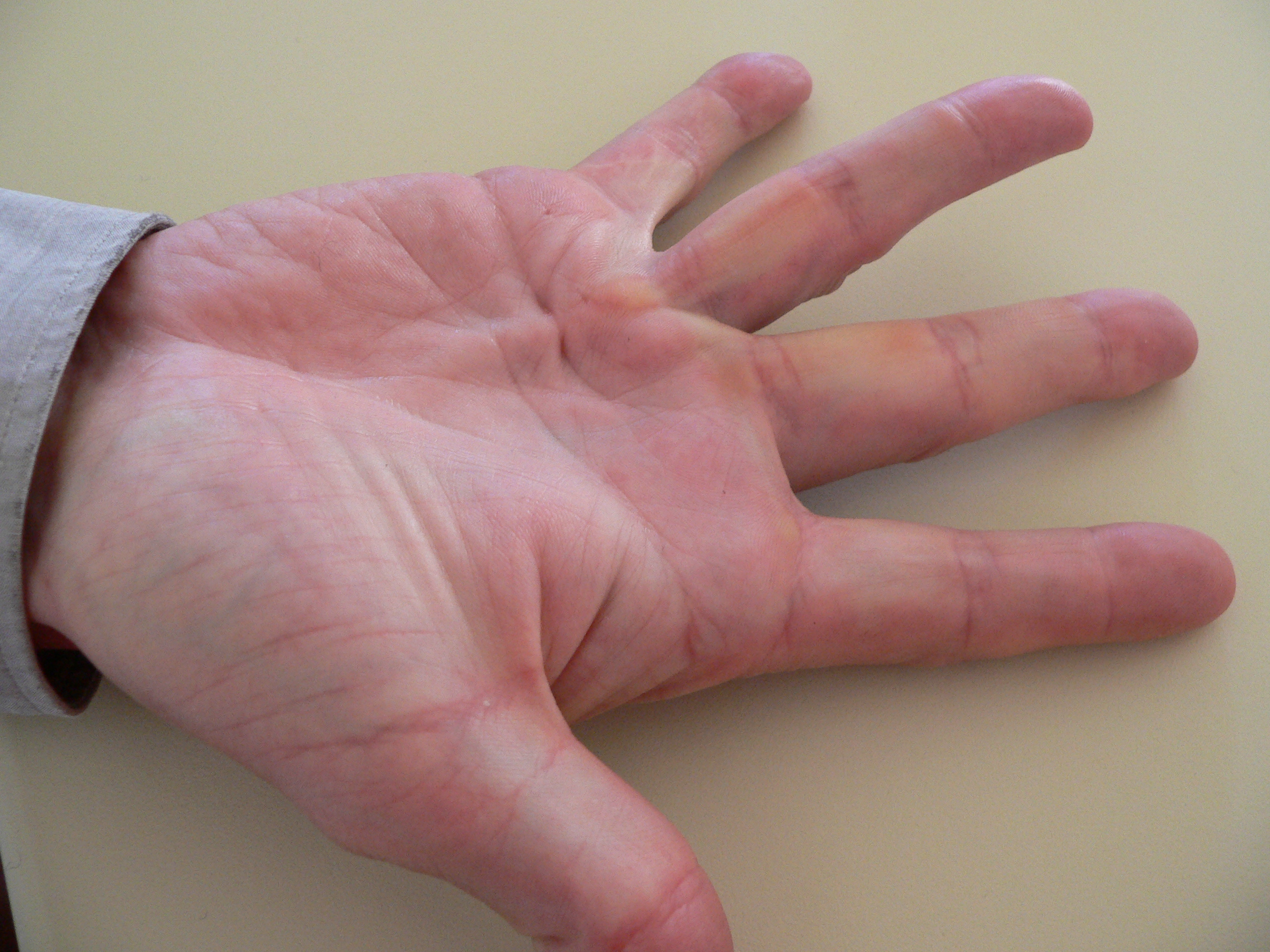
Fibromatosi palmare o Malattia di Dupuytren